# Едиот ахронот
«Едио́т ахроно́т» (ивр. ידיעות אחרונות‎ — «Последние известия») — ежедневная израильская газета, выходит на иврите. В 2000 году «Едиот Ахронот Груп» запустила информационно-новостной портал «Ynet», где среди прочего публикуется и часть статей из газеты «Едиот ахронот». Портал «Ynet» имеет также оригинальные версии на английском и арабском языках. В газете вел свою колонку известный писатель Меир Шалев.

## История
Газета была основана 11 декабря 1939 года Нахумом Комаровым (Nachum Komarov). Несколько позднее владельцем газеты стал Йехуда Мозес (Yehuda Mozes). Первым управляющим газеты был его сын Ной Мозес (Noah Mozes). В первые годы своего существования газеты выходила два раза в день.
15 февраля 1948 года группа журналистов газеты во главе с главным редактором Азриэлем Карлибахом (1909—1956) уволилась из редакции и основала новое издание «Едиот Маарив» (ныне  — «Маарив»).  
В 1950—1960-е годы «Едиот ахронот» имела второй по величине тираж среди ежедневных изданий Израиля, уступая только газете «Маарив». С 1995 года газета занимала монопольное положение на рынке. С 3 января 2010 года газета перестала быть монополистом в связи с появлением бесплатной ежедневной газеты «Исраэль хайом», в результате чего доля «Едиот ахронот» сократилась ниже 50 %.

## Главные редакторы газеты
- Азриэль Карлибах (1939—1948)
- Герцль Розенблюм (Варди) (1948—1986)
- Дов Юдковский (1986—1989)  (фактический редактор 1953—1986)
- Моше Варди (1989—1996)
- Эйлон Шалев (1996—1999)
- Моше Варди (1999—2005)
- Рафи Гинат (2005—2007)
- Шило Де-Бар (2007—2011)
- Рон Ярон (2011— настоящее время)